# Harlindis

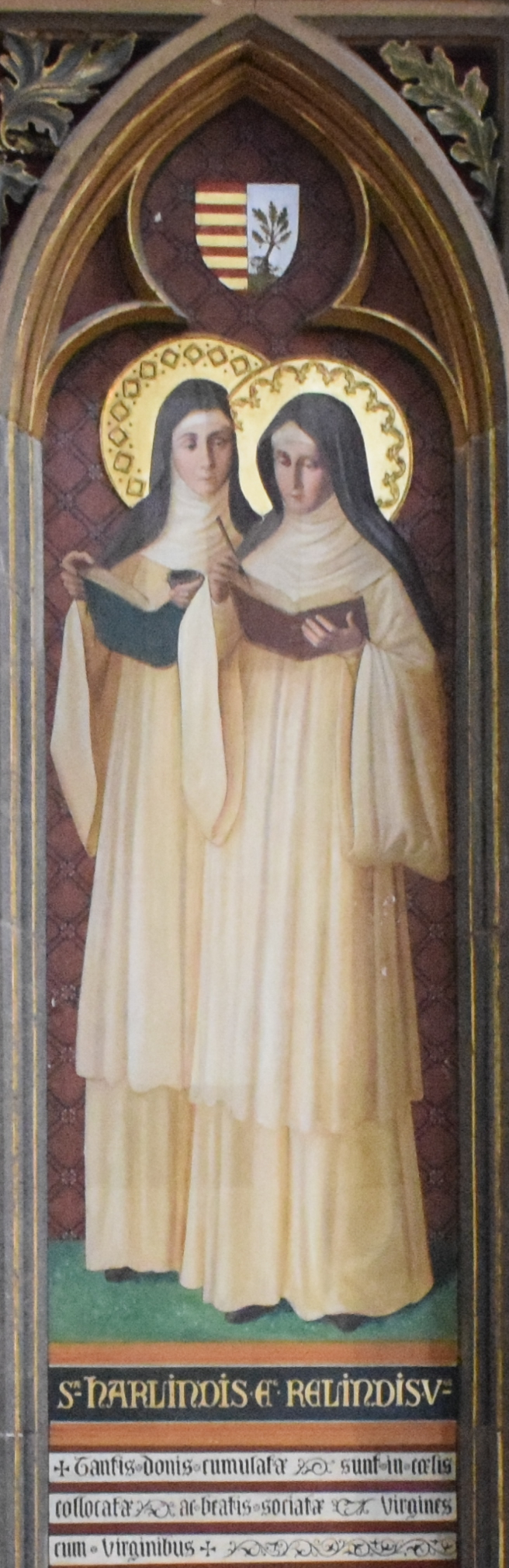
Harlindis en Relindis, muurschildering Sint-Pauluskathedraal, Luik

De heilige Harlindis (Maaseik, rond 695 - Aldeneik, 753) was een Merovingisch geestelijke.

## Levensloop
Ze was de dochter van de Frankische edelman Adelardus en was een zuster van de heilige Relindis.
Adelardus liet zijn  dochters opgroeien in het benedictinessenklooster in Valenciennes. In 730 stichtten de ouders van Harlindis het klooster Aldeneik, vlak bij Maaseik. Harlindis werd door de H. Willibrordus gewijd tot eerste abdis van dit klooster. Toen Harlindis in 753 overleed werd Relindis door de heilige Bonifatius gewijd tot tweede abdis.

## Afbeeldingen
Harlindis en Relindis worden  meestal samen afgebeeld of ook wel in gezelschap van enkele medezusters. Vaak dragen ze allebei een abdissenstaf, soms ook houden ze het model van hun klooster in de hand.

## Verering
De feestdag is op 12 oktober (sterfdag) (13 februari, samen met Relindis, in Luik).
Ter ere van Harlindis en Relindis trekt elke 25 jaar een ommegang door Maaseik, zoals in 1972.